# MIER1
La proteína 1 de respuesta temprana a la inducción del mesodermo (MIER1) es una proteína codificada en humanos por el gen MIER1.

## Interacciones
La proteína MIER1 ha demostrado ser capaz de interaccionar con:
- HDAC1[2]